# Megachile erythrura
Megachile erythrura är en biart som först beskrevs av Pasteels 1970.  Megachile erythrura ingår i släktet tapetserarbin, och familjen buksamlarbin. Inga underarter finns listade i Catalogue of Life.